# Marta Woydt
Marta Hanna Woydt,  pseud. Jag, Jagna, Jagman, gagman (ur. 19 kwietnia 1955, zm. 14 stycznia 2025 w Warszawie) – polska ekonomistka, działaczka opozycji w PRL.

## Życiorys
Marta Woydt ukończyła XV Liceum Ogólnokształcące im. Narcyzy Żmichowskiej w Warszawie (gdzie miała przezwisko „Wojtuś”), a następnie Wydział Nauk Ekonomicznych Uniwersytetu Warszawskiego.

### Działalność opozycyjna w PRL
Po ukończeniu studiów organizowała, a następnie pracowała w biurze Zarządu Regionalnej Komisji Wykonawczej NSZZ „Solidarność” Region Mazowsze. Pracowała również we Wszechnicy Robotniczej (w Regionie Mazowsze) z Henrykiem Wujcem. W ramach Wszechnicy w latach 1980–1981 organizowała spotkania i wykłady w zakładach pracy.
Od 1982 roku współpracowała z „Tygodnikiem Mazowsze” (w jej ramach nawiązywała kontakty z zakładami pracy, np. „Ursus”, FSO, Huta „Warszawa”). Dołączyła do zespołu redakcyjnego „Tygodnika Mazowsze” na przełomie lat 1983/1984. Tworzyła sieć kontaktów redakcji z działaczami warszawskich zakładów pracy. Pisała również w Tygodniku o ekonomii. Organizowała też dla Tygodnika miejsca druku, spotkań, skrzynki kontaktowe itp., a nawet uczestniczyła w przemycie sprzętu drukarskiego. 10 października 1988 roku została zatrzymana, gdy SB weszła do mieszkania, w którym odbywało się zebranie redakcji Tygodnika Mazowsze. Znając biegle język francuski, w okresie współpracy z Tygodnikiem utrzymywała się, współpracując z prasą francuską. Zaangażowała do współpracy z Tygodnikiem swą matkę, która pracowała na Uniwersytecie Warszawskim, oraz jej asystentów.
W czasie obrad Okrągłego Stołu pracowała jako Asystent Zespołu ds. gospodarki i opieki społecznej.
Była obiektem zainteresowania Służby Bezpieczeństwa, która prowadziła wobec niej dochodzenie o kryptonimie „Sarna” w latach 1982–1985. Była zatrzymywana, wzywana na rozmowy, jej mieszkanie było przeszukiwane.

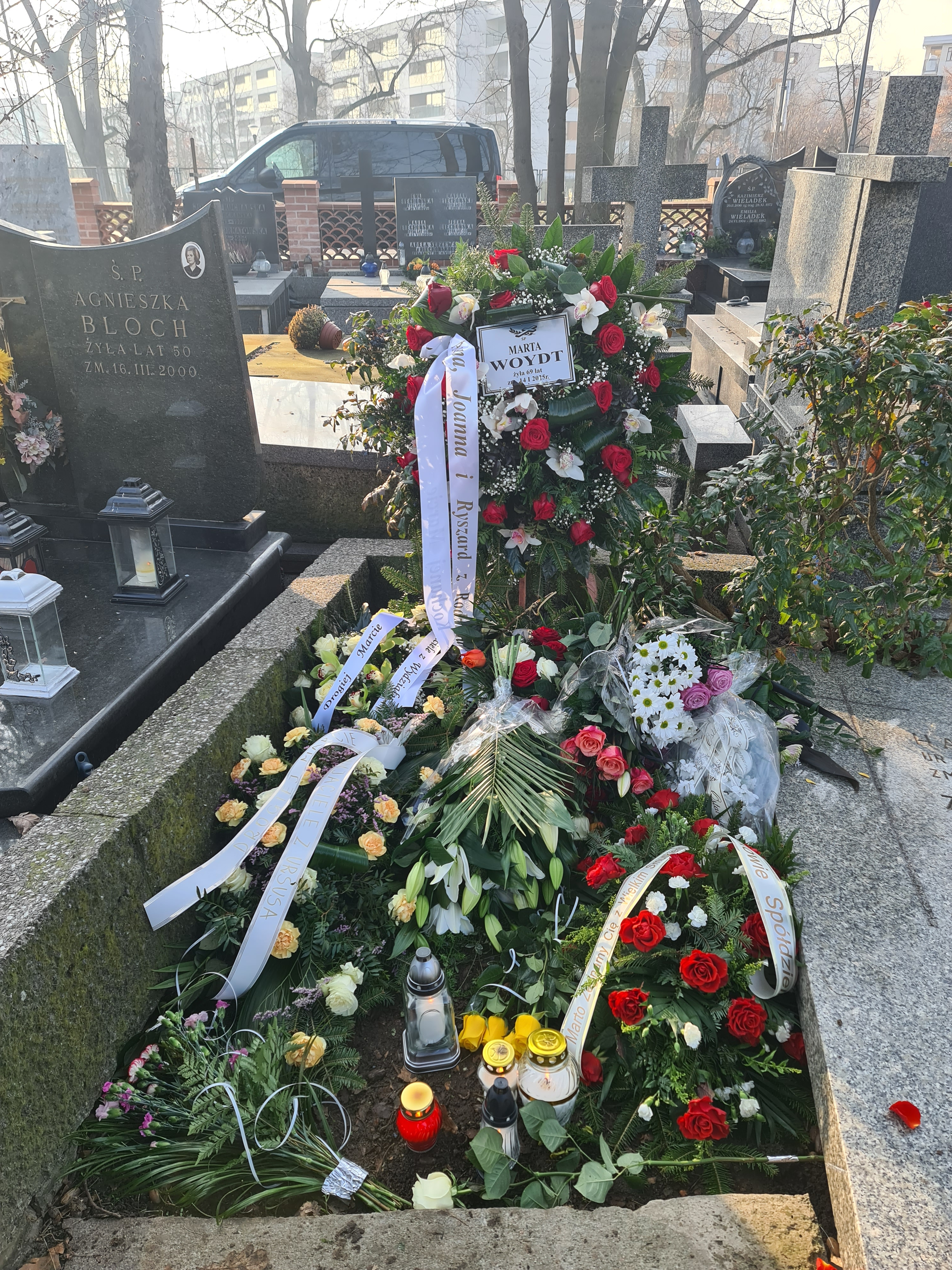
Grób Marty Woydt po pogrzebie

Po 1989 roku pracowała w Senacie I kadencji. Angażowała się w inicjatywy obywatelskie. W latach 1991–1993 kierowała stworzonym przez siebie Biurem Promocji Banku Inicjatyw Społeczno-Ekonomicznych BISE SA. W latach 2005–2008 była członkiem zarządu Pierwszej Spółdzielni Budowlano-Mieszkaniowej Pracowników i Emerytów Najwyższej Izby Kontroli w Warszawie (KRS 0000089055), a w latach 2008–2017 – prezesem jej zarządu. W 2010 roku zredagowała pełną wersję wspomnień ze Stoczni Gdańskiej Tadeusza Kowalika (z przebiegu negocjacji ze stroną rządową w sierpniu 1980 roku). Publikowała prace z zakresu samorządności.
Została pochowana 22 stycznia 2025 roku w grobie rodzinnym na cmentarzu w Wilanowie.

## Order
- Krzyż Kawalerski Orderu Odrodzenia Polski – postanowieniem z dnia 17 marca 2011 roku prezydenta Bronisława Komorowskiego nadany „za wybitne zasługi dla rozwoju niezależnego dziennikarstwa, za działalność na rzecz przemian demokratycznych w Polsce, wolności słowa i wolnych mediów”[24].

## Życie prywatne
Marta Woydt była córką Aleksandra oraz prof. Zofii Dobrskiej. Siostrą jej matki była m.in. Teresa Prekerowa. Nie założyła rodziny. 